# Tracheophilus cymbium
Tracheophilus cymbium är en plattmaskart. Tracheophilus cymbium ingår i släktet Tracheophilus och familjen Cyclocoelidae. Inga underarter finns listade i Catalogue of Life.